# Cantó de Lo Borg de Valença
El cantó de Lo Borg de Valença és un cantó del departament francès de la Droma, a la regió d'Alvèrnia-Roine-Alps. Està inclòs al districte de Valença i té 2 municipis. El cap cantonal és Lo Borg de Valença.

## Municipis
- Lo Borg de Valença
- Sant Marçau de Valença

## Història
| Data d'elecció                           | Identitat       | Partit                    | Qualitat |
| ---------------------------------------- | --------------- | ------------------------- | -------- |
| 1973-1996                                | Gérard Gaud     | PS                        |          |
| 1996-2011                                | Alain Maurice   | Divers gauche, després PS |          |
| 2011-                                    | Wilfrid Pailhes | PS                        |          |
| les dades anteriors no són pas conegudes |                 |                           |          |
|                                          |                 |                           |          |